# Rio Brilhante (kommun)
Rio Brilhante är en kommun i Brasilien.   Den ligger i delstaten Mato Grosso do Sul, i den södra delen av landet, 900 km sydväst om huvudstaden Brasília. Antalet invånare är 30 647.
Följande samhällen finns i Rio Brilhante:
- Rio Brilhante

Omgivningarna runt Rio Brilhante är huvudsakligen savann. Runt Rio Brilhante är det mycket glesbefolkat, med 6 invånare per kvadratkilometer.